# Blaine Sexton
Blaine Nathaniel Sexton (3. května 1892, Falmouth, Nové Skotsko – 29. dubna 1966, Folkestone) byl britský reprezentační hokejový obránce. V roce 1950 byl přidán do britské hokejové síně slávy.
S reprezentací Velké Británie získal jednu bronzovou olympijskou medaili (1924).

## Úspěchy
- 1924 – Bronz na Zimních olympijských hrách